# Atletisme als Jocs Olímpics d'Estiu de 1932 - llançament de martell masculí
El llançament de martell masculí va ser una de les proves del programa d'atletisme disputades durant els Jocs Olímpics d'Estiu de Los Angeles de 1932. La prova es va disputar l'1 d'agost de 1932 i hi van prendre part 14 atletes de 9 nacions diferents. Es permetia un màxim de tres atletes per país. La competició fou guanyada per Pat O'Callaghan, que d'aquesta manera revalidava el títol obtingut el 1928.

## Medallistes
| Or                    | Plata               | Bronze              |
| Pat O'Callaghan (IRL) | Ville Pörhölä (FIN) | Peter Zaremba (USA) |

## Rècords
Aquests eren els rècords del món i olímpic que hi havia abans de la celebració dels Jocs Olímpics de 1932.
| Rècord del Món | 57,77 m | Patrick Ryan | Nova York (USA) | 17 d'agost de 1913   |
| Rècord Olímpic | 54,74 m | Matt McGrath | Estocolm (SWE)  | 14 de juliol de 1912 |

No es va millorar el rècord olímpic durant la competició.

## Horari
| Data                      | Hora  | Ronda               |
| ------------------------- | ----- | ------------------- |
| dilluns 1 d'agost de 1932 | 14:30 | Classificació Final |

## Resultats
La competició va continuar utilitzant el format de dues rondes utilitzat l'any 1908, arrossegant els resultats a la ronda de millora. Cada atleta podia fer tres llançaments a la fase de classificació. Els sis primers classificats van passar a la final, on van poder fer tres llançaments més.
| Pos. | Atleta            | Nació        | 1     | 2     | 3     | 4              | 5              | 6              | Distància |
| ---- | ----------------- | ------------ | ----- | ----- | ----- | -------------- | -------------- | -------------- | --------- |
| 1    | Pat O'Callaghan   | Irlanda      | 47.76 | 52.21 | 50.87 | 51.81          | 51.85          | 53.92          | 53.92     |
| 2    | Ville Pörhölä     | Finlàndia    | 51.27 | 52.27 | X     | X              | 50.86          | 51.76          | 52.27     |
| 3    | Peter Zaremba     | Estats Units | 50.33 | 47.67 | 50.16 | X              | X              | X              | 50.33     |
| 4    | Ossian Skiöld     | Suècia       | 49.25 | 47.95 | 48.39 | 47.84          | 48.08          | 48.75          | 49.25     |
| 5    | Grant McDougall   | Estats Units | 48.36 | 49.02 | X     | 49.12          | X              | 48.79          | 49.12     |
| 6    | Federico Kleger   | Argentina    | 42.57 | 45.77 | 48.33 | X              | X              | 47.79          | 48.33     |
| 7    | Gunnar Jansson    | Suècia       | 47.33 | X     | 47.79 | No passa ronda | No passa ronda | No passa ronda | 47.79     |
| 8    | Armando Poggioli  | Itàlia       | 44.25 | 45.47 | 46.90 | No passa ronda | No passa ronda | No passa ronda | 46.90     |
| 9    | Fernando Vandelli | Itàlia       | X     | 43.42 | 45.16 | No passa ronda | No passa ronda | No passa ronda | 45.16     |
| 10   | Yuji Nagao        | Japó         | 43.41 | X     | X     | No passa ronda | No passa ronda | No passa ronda | 43.41     |
| 11   | Francisco Dávila  | Mèxic        | 37.07 | 41.61 | X     | No passa ronda | No passa ronda | No passa ronda | 41.61     |
| 12   | Masayoshi Ochiai  | Japó         | X     | 38.70 | 41.00 | No passa ronda | No passa ronda | No passa ronda | 41.00     |
| 13   | Carmine Giorgi    | Brasil       | 35.49 | 36.45 | X     | No passa ronda | No passa ronda | No passa ronda | 36.45     |
| —    | Frank Conner      | Estats Units | X     | X     | X     | No passa ronda | No passa ronda | No passa ronda | NM        |